# ایستگاه لانکستر گیت
ایستگاه لانکستر گیت
یک ایستگاه از خط مرکزی و از خطوط متروی لندن است که در جاده بیزواتر قرار دارد و در ۳۰ ژوئیه ۱۹۰۰ افتتاح شده‌است.

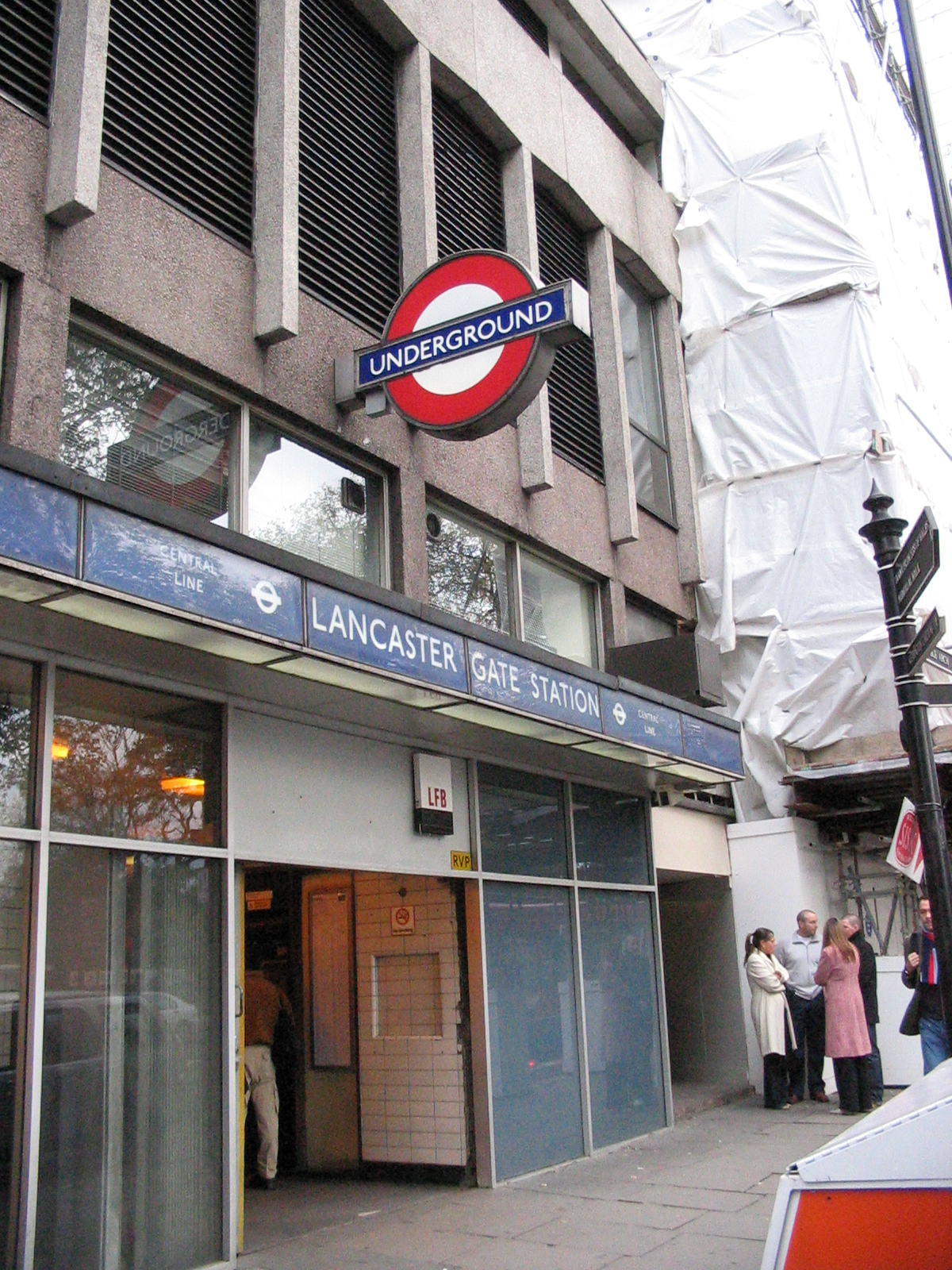

## نگارخانه

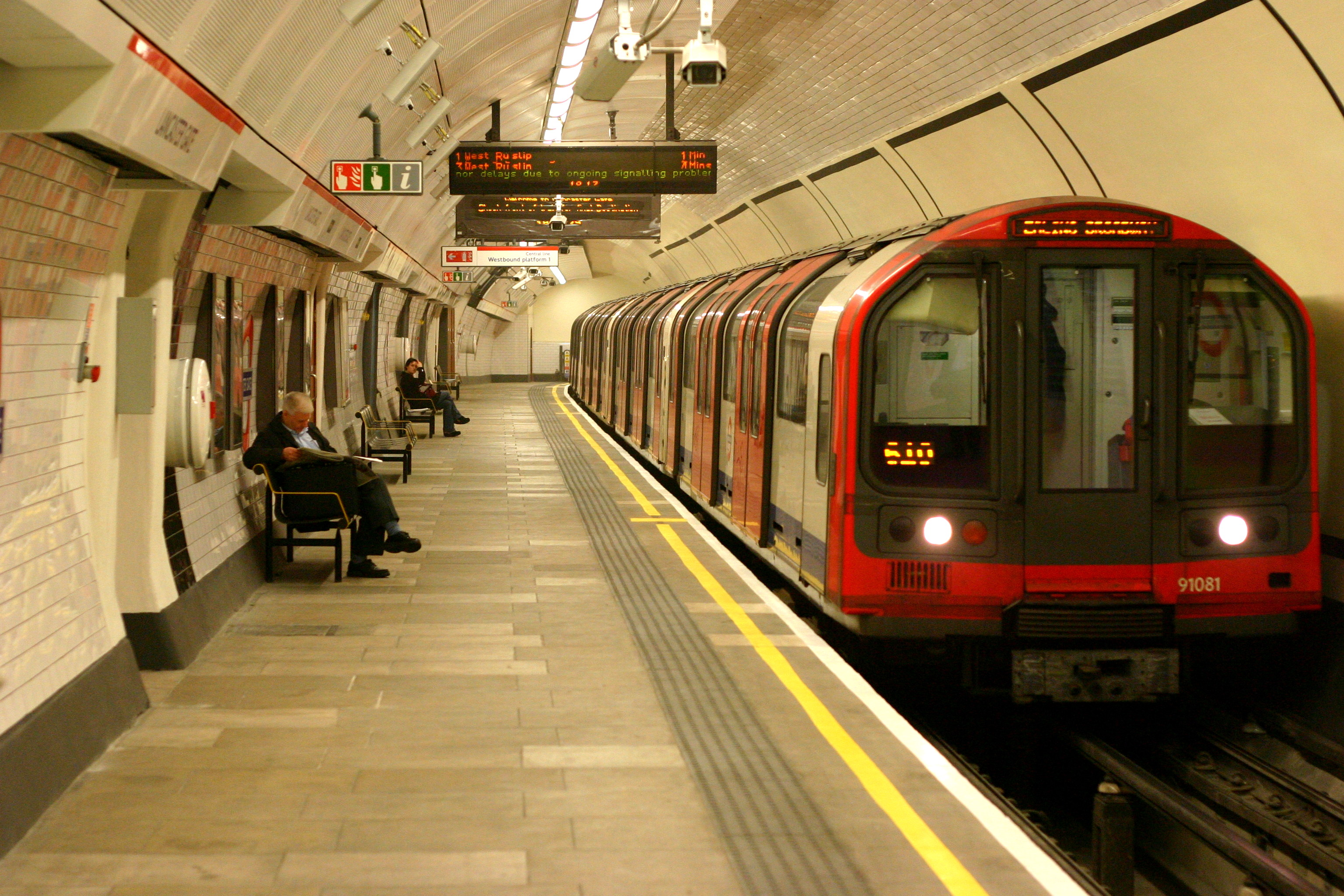
1992 stock on a westbound service
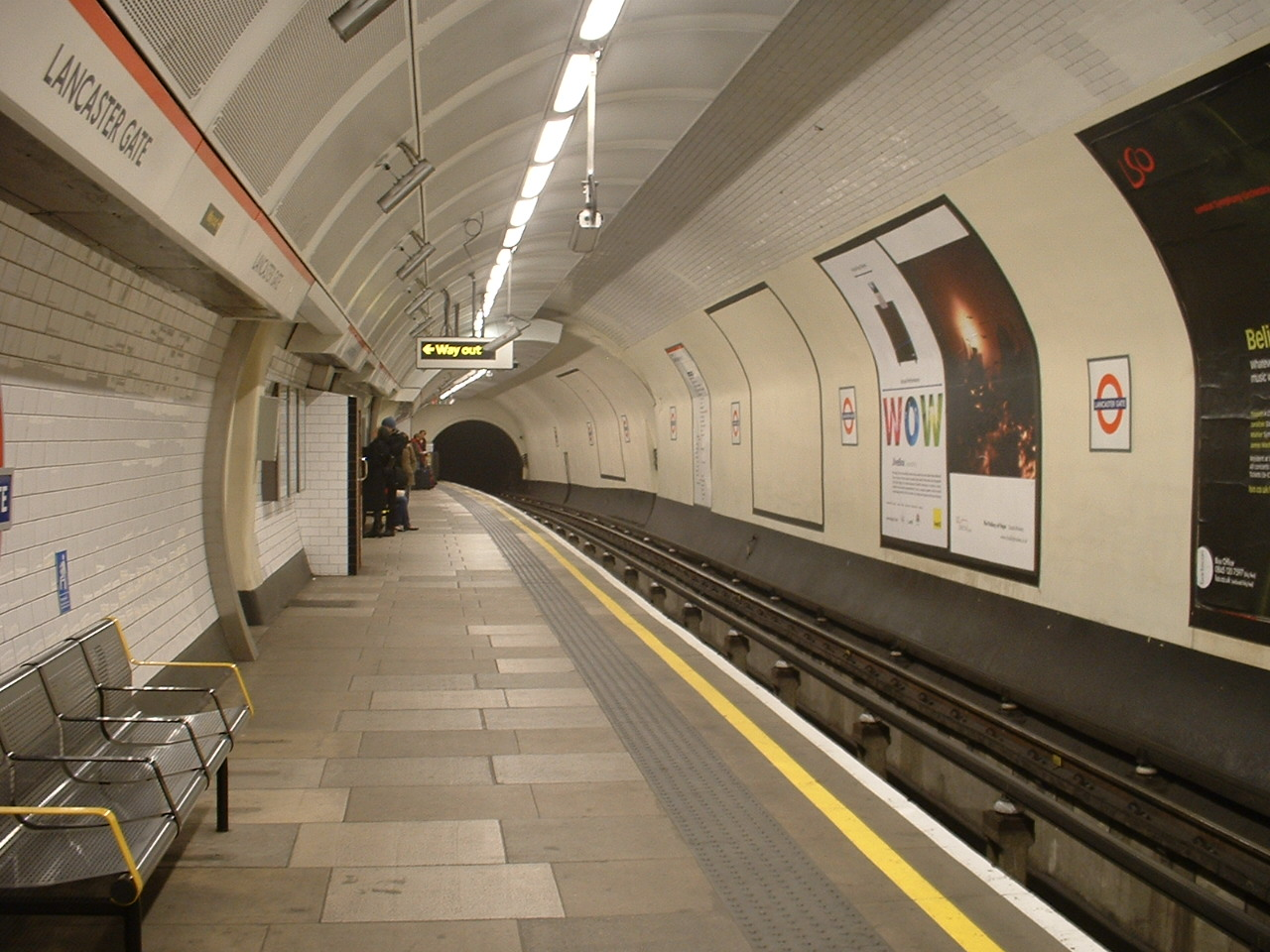
Eastbound platform
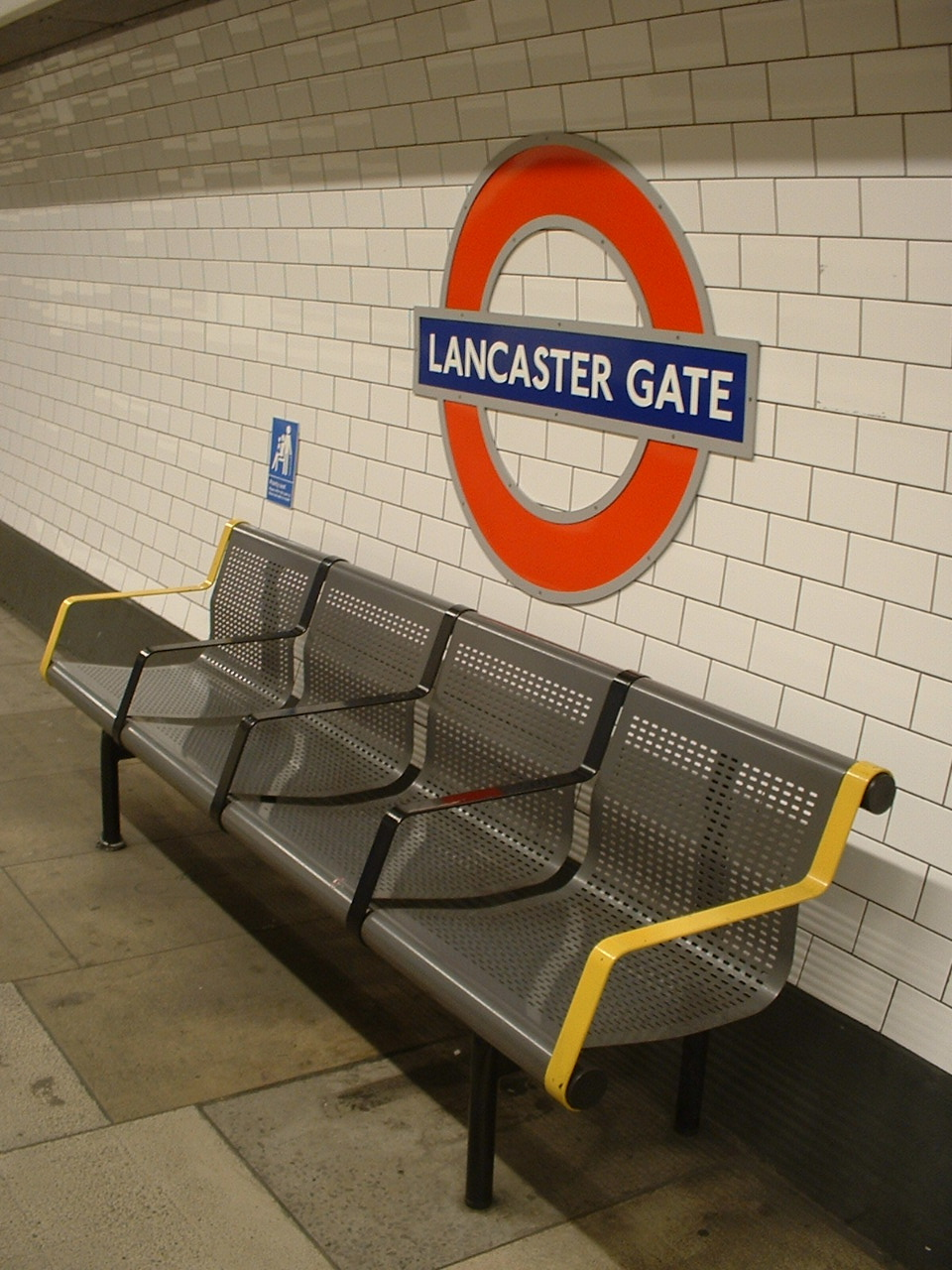
Roundel and seating on the eastbound platform